# الخاتم (فلم)
الخاتم هو فيلمٌ مصريٌ أُنتج عام 1987. وهو واحد من أربعة عشر فيلماً جمعت نيللي مع سمير صبري.

## قصة الفيلم
دنيا (نيللي)، وعادل (سمير صبري)، شابان متحابان تزوجا بعد قصة حب، وحصلا على شقة بمساعدة رجاء (سلوى عثمان) أخت عادل. يعمل عادل مراجعاً لأحد البنوك، فيما تعمل دنيا موظفة في شركة الكهرباء.
يأتي رجل الأعمال راتب إلى البنك راغباً الحصول على قرض لبناء قرية سياحية على البحيرات المرة. لكن عادل يرفض طلبه لعدم توفر الضمانات الكافية للقرض.
يلتقي راتب مع دنيا ويُعجب بها، ويعرض عليها أن تعمل في شركته. يهديها في العمل حقيبة فترفضها، لكنه يهديها بعد ذلك خاتماً غالي الثمن فتقبله.
تندم دنيا على قبولها الخاتم ويتغير سلوكها وتشعر بالخوف، ويحاول زوجها معرفة سر التغيير الذي طرأ عليها، ويعرف مكان الخاتم ويخفيه مؤقتاً. تقوم دنيا بإعادة الخاتم لراتب، لكنها تكتشف عنده اختفاء الخاتم. بعد فترة تكتشف أن عادل هو الذي أخفى الخاتم، وأنه لم يعد يثق بزوجته التي قبلت هدية غالية الثمن من شخص غريب، ويطلقها.
بعد فترة يتزوج راتب من دنيا، ويعود للبنك راجياً الموافقة على قرضه، لكن عادل يرفض طلبه مجدداً. يقرر راتب أن يعرض على عادل تطليق دنيا لترجع لعادل مقابل الموافقة على القرض، ويقبل عادل، وتعلم دنيا بالصفقة. لكن عادل يفضح راتب في حفل عشاء في بيت راتب، ويرفض عرض راتب ويتركه، ثم تترك دنيا راتب أيضاً وتعود لعادل.